# Istituto Italiano di Cultura di Pechino
L'Istituto Italiano di Cultura di Pechino (in cinese 北京意大利文化学院) è un organo del Ministero degli affari esteri incaricato di diffondere la lingua e la cultura italiana in Cina.

## Storia e sede
Fondato nel 1986, dal 2001 circa ha sede nella palazzina progettata dall'architetto Sergio Giocondi nel complesso edilizio dell'Ambasciata d'Italia, nel quartiere di Sanlitun.
L'edificio, che presenta ampie vetrate, comprende una biblioteca aperta al pubblico, conservante 4.500 volumi, una raccolta di fotografie e di diapositive dedicate all'attualità italiana, una videoteca con 1.000 videocassette circa e una sala espositiva che ospita, generalmente, le mostre di pittori e scultori italiani e cinesi.

## Attività
L'Istituto promuove la cultura italiana in Cina e contribuisce a sviluppare i rapporti bilaterali, negli ambiti della cultura e dell'istruzione, tra i due paesi.
Agisce dal punto di vista culturale attraverso l'organizzazione di eventi musicali, proiezioni di film ed esposizioni in campo artistico, quali ad esempio "Cinquant'anni di moda italiana" e "1945-2000. Il design in Italia", in mostra nel 2002 anche in altre città della Cina. L'Istituto, infatti, lavora anche con altri enti pubblici o privati cinesi. Realizza anche convegni sulla lingua, la letteratura, la scienza e la tecnologia in Italia.
In campo educativo agisce fornendo assistenza, assieme all'Ambasciata d'Italia, agli studenti delle istituzioni italiane.